# Aulus Manlius Vulso (consul en -178)
Pour les articles homonymes, voir Manlius Vulso.
Aulus Manlius Vulso est un homme politique romain du IIIe siècle av. J.-C. et IIe siècle av. J.-C., membre de la gens romaine patricienne Manlia.
En 194-192 av. J.-C., il est triumvir pour la gestion des colonies (triumvir coloniae deducendae), et, avec le tribun de la plèbe Quintus Aelius Tubero et le préteur Lucius Apustius Fullo, s'occupe de la fondation de Copia, une colonie romaine de droit latin, sur le territoire de la ville de Thourioi dans le sud de l'Italie, sur le golfe de Tarente.
Il est élu en 178 av. J.-C., consul de la République romaine ; il a pour collègue avec Marcus Iunius. Dans le cadre de ses fonctions, il mène sans succès une campagne militaire contre l'Istrie ; Tite Live indique qu'in n'aurait pas consulté au préalable le Sénat à ce sujet,.